# Taylor Zakhar Perez
Taylor Zakhar Perez (ur. 24 grudnia 1991 w Chicago) – amerykański aktor, znany przede wszystkim z roli Marco w filmach The Kissing Booth 2 (2020) i The Kissing Booth 3 (2021),  Alexa w filmie Red, White & Royal Blue (2023).

## Wczesne życie
Perez urodził się w Chicago 24 grudnia 1991 roku, a dorastał w Chesterton w stanie Indiana. Uczęszczał do szkoły średniej Chesterton High School, gdzie był pływakiem. Perez ma meksykańskie, środkowo-wschodnie i śródziemnomorskie pochodzenie. Ponadto, częściowo jest pochodzenia chorwackiego ze strony matki i częściowo węgierskiego ze strony ojca.
Jego matka jest kosmetyczką, a on jest szóstym z ośmiorga dzieci. Perez kiedyś zmieniał opony w rodzinnej warsztacie samochodowej w weekendy. Otrzymał stypendium pływackie na Uniwersytet Fordhama, ale zdecydował się je odrzucić i uczęszczać na UCLA, gdzie studiował hiszpański, kulturę i społeczność, a także wiedzę o telewizji i filmie.
Perez rozpoczął swoją karierę w młodym wieku od występów w musicalach. Następnie zaczął pracować jako model.

## Kariera
Swoją karierę telewizyjno-filmową rozpoczął występując w serialach takich jak iCarly, Suburgatory, Young & Hungry, Code Black i Scandal.
W 2020 roku Perez zagrał Marco Valentina Peñę w filmie Netflix "The Kissing Booth 2" u boku Joey King. W związku z tą rolą brał lekcje choreografii i gry na gitarze. W 2021 roku powtórzył tę rolę w trzecim filmie "The Kissing Booth 3".
W 2022 roku Perez wystąpił w komediowym serialu HBO Max "Minx" jako Shane Brody. Następnie zagrał w komedii filmowej "1Up" jako Dustin. W 2023 roku Perez wystąpił w filmie Amazon Prime Video "Red, White & Royal Blue" jako Alex Claremont-Diaz, grając u boku Nicholasa Galitzine.

## Działalność charytatywna
Na początku pandemii COVID-19 Perez nawiązał współpracę z firmą technologiczną 3D o nazwie Variant Malibu, aby produkować maski. Zredukowali oni 90% tradycyjnych odpadów produkcyjnych. Opracował także maski razem z kolegami z obsady filmu "The Kissing Booth 2": Joel Courtney, Joey King, Meganne Young i Maisie Richardson-Sellers. Dochód z ich sprzedaży został przekazany organizacji w Chicago, która pomaga osobom niepełnosprawnym, dorosłym i rodzinom z niepełnosprawnymi dziećmi w społeczności hiszpańskojęzycznej.

## Filmografia

### Filmy
| Rok  | Tytuł                   | Rola                |
| ---- | ----------------------- | ------------------- |
| 2020 | The Kissing Booth 2     | Marco Valentin Peña |
| 2021 | The Kissing Booth 3     | Marco Valentin Peña |
| 2022 | 1Up                     | Dustin              |
| 2023 | Red, White & Royal Blue | Alex Claremont-Diaz |

### Programy telewizyjne
| Rok  | Tytuł             | Rola             |
| ---- | ----------------- | ---------------- |
| 2012 | iCarly            | Keith            |
| 2013 | Suburgatory       | Renaldo          |
| 2014 | Alpha House       | Trent            |
| 2014 | Awkward           |                  |
| 2015 | Young & Hungry    | Benji Rodriguez  |
| 2016 | Code Black        | Ari Stricks      |
| 2016 | 12 Deadly Days    | Zac              |
| 2016 | Cruel Intentions  | Mateo De La Vega |
| 2017 | Embeds            | Noah Torres      |
| 2017 | High Expectasians | Jonathan Price   |
| 2018 | Scandal           | Calvin           |
| 2022 | Minx              | Shane Brody      |